# Lutte aux Jeux olympiques de 1896
Navigation
Saint-Louis 1904

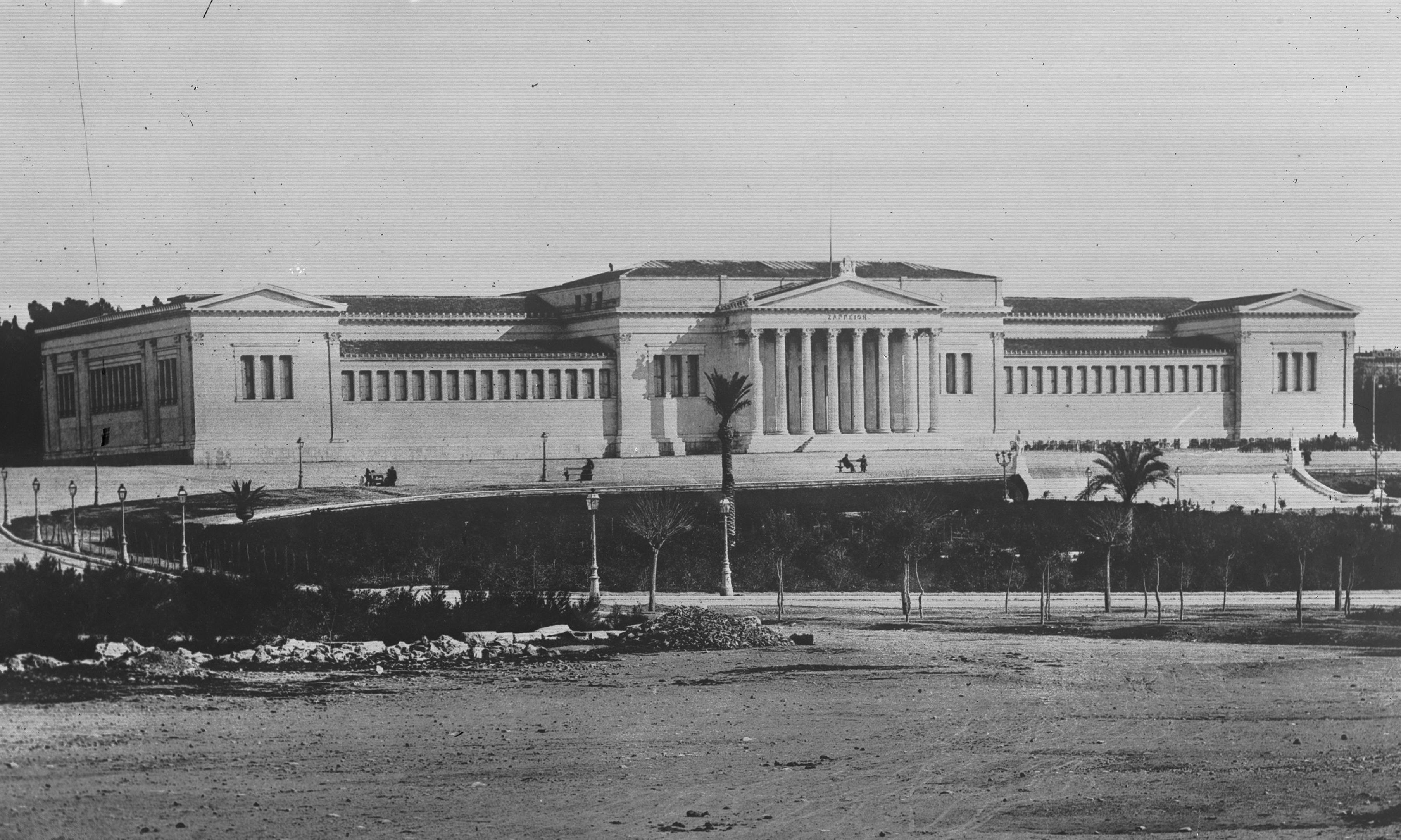
Le Zappeion, où ont lieu les concours d'escrime et de lutte.

Une seule épreuve de lutte fut disputée à l'occasion des Jeux olympiques d'été de 1896 à Athènes, celle de la lutte gréco-romaine, catégorie ouverte.

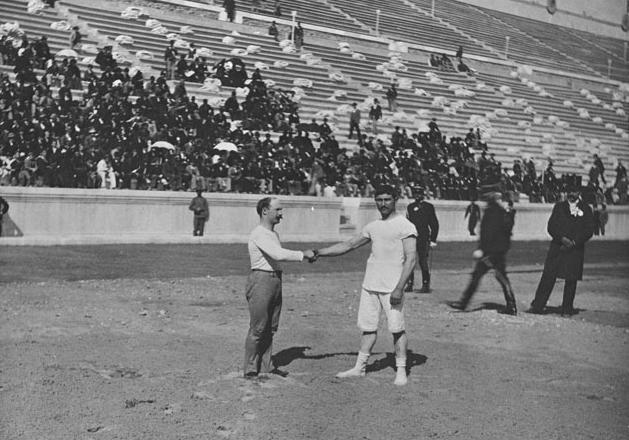
Carl Schuhmann (à gauche) contre le Grec Yeóryios Tsítas, avant la finale de l'épreuve de lutte.

## Podiums
Les médailles d'or, d'argent et de bronze ont été attribuées rétroactivement par le Comité international olympique. En 1896, seuls les deux premiers de chaque épreuve recevaient une récompense.
| Place                               | Nation             | Athlète                 |
| ----------------------------------- | ------------------ | ----------------------- |
| Médaille d'or, Jeux olympiques      | Allemagne          | Carl Schuhmann          |
| Médaille d'argent, Jeux olympiques  | Grèce              | Yeóryios Tsítas         |
| Médaille de bronze, Jeux olympiques | Grèce              | Stéphanos Christópoulos |
| 4e                                  | Royaume de Hongrie | Momcsilló Tapavicza     |
| 4e                                  | Royaume-Uni        | Launceston Elliot       |

## Résultat

### Tour 1
| Unité    | Date       |                        | Résultat |                     |
| -------- | ---------- | ---------------------- | -------- | ------------------- |
| Match# 1 | 1896-04-10 | Carl Schuhmann         | Chute    | Launceston Elliot   |
| Match# 2 | 1896-04-10 | Stefanos Khristopoulos | Gagné    | Momcsillo Tapavicza |
| Match# 3 | 1896-04-10 | Georgios Tsitas        | Exempté  |                     |

### Demi-Finale
| Unité    | Date       |                 | Résultat |                        |
| -------- | ---------- | --------------- | -------- | ---------------------- |
| Match# 1 | 1896-04-10 | Carl Schuhmann  | Exempté  |                        |
| Match# 2 | 1896-04-10 | Georgios Tsitas | Gagné    | Stefanos Khristopoulos |

### Finale
| Match     | Date       |                | Résultat |                 |
| --------- | ---------- | -------------- | -------- | --------------- |
| Match 1/2 | 1896-04-11 | Carl Schuhmann | Chute    | Georgios Tsitas |